# Влашићки сир
Влашићки сир је сир који се убраја у бијеле сиреве у саламури одн. сурутки. Традиционално се прави на планини Влашић у Босни и Херцеговини. Претпоставља се да су технику справљања сира у саламури у крајеве око планине Влашић донијели сточари номади с истока који су се називали Власима. Отуда је и постало име Влашић. Ову традицију су касније преузели сточари с околних планина и тако се сад влашићки сир производи широм БиХ и шире регије.
Сир се изворно производи од непастеризованог, свјежег овчијег млијека, одмах послије муже. Ради се углавном на планини у сирарским колибама (катунима) и обично се на планини чува 2-3 мјесеца да зрије. Мјештани села с Влашића доносили су га углавном у Блатницу код Теслића на сјеверним падинама или Травник на јужним, и ту га продавали, те га због тога зову још и Блатнички или Травнички сир. У 1936. су основали и задругу. Међутим, влашићки сир се прави и од крављег млијека за оне којима је арома овчијег млијека прејака. Сир се традиционално реже у кришке и пакује у амбалажу за дистрибицију.